# Acrolophia lamellata
Acrolophia lamellata là một loài thực vật có hoa trong họ Lan. Loài này được (Lindl.) Pfitzer mô tả khoa học đầu tiên năm 1887.

## Hình ảnh

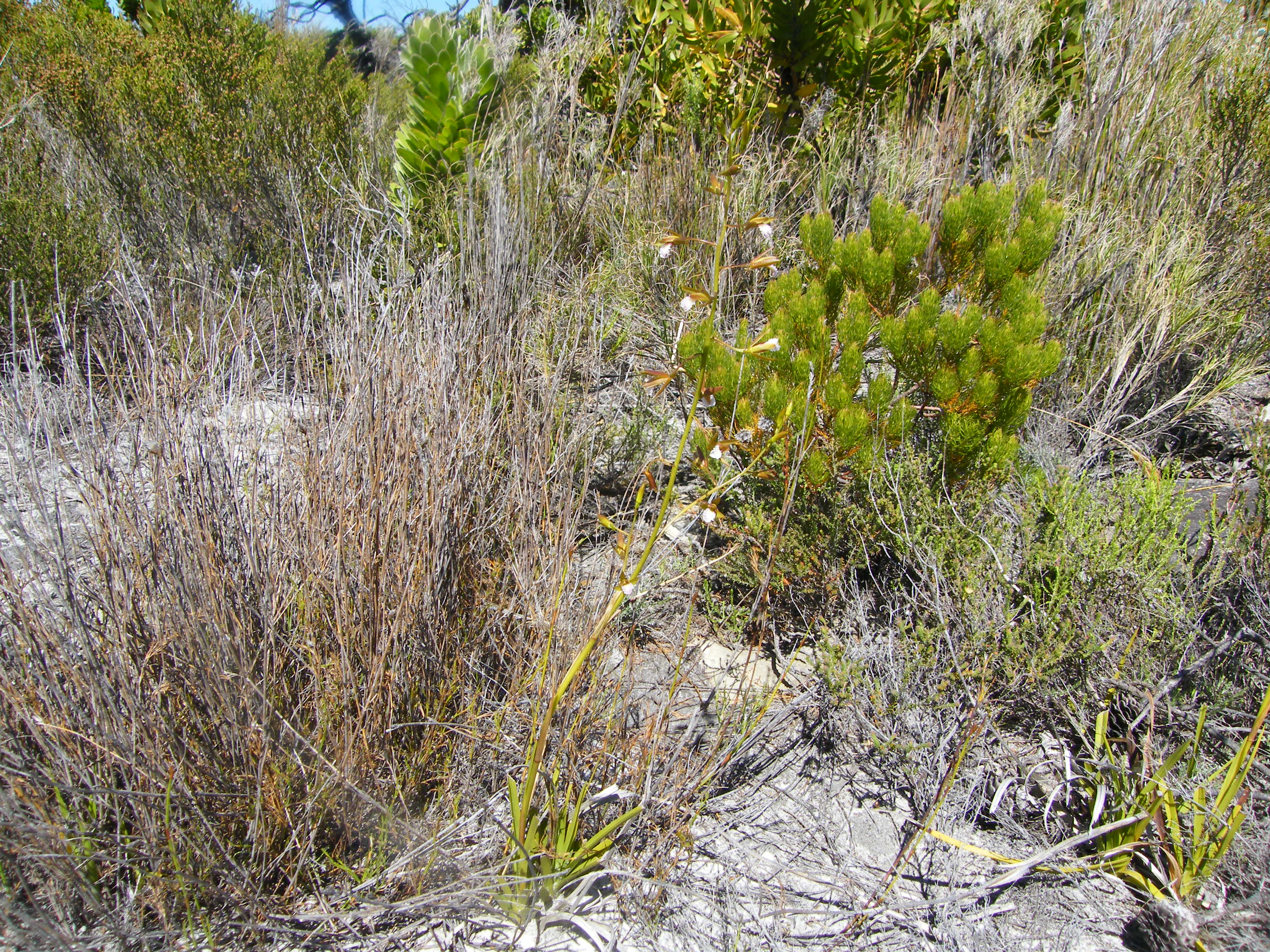